# تیراندازی در مدارس

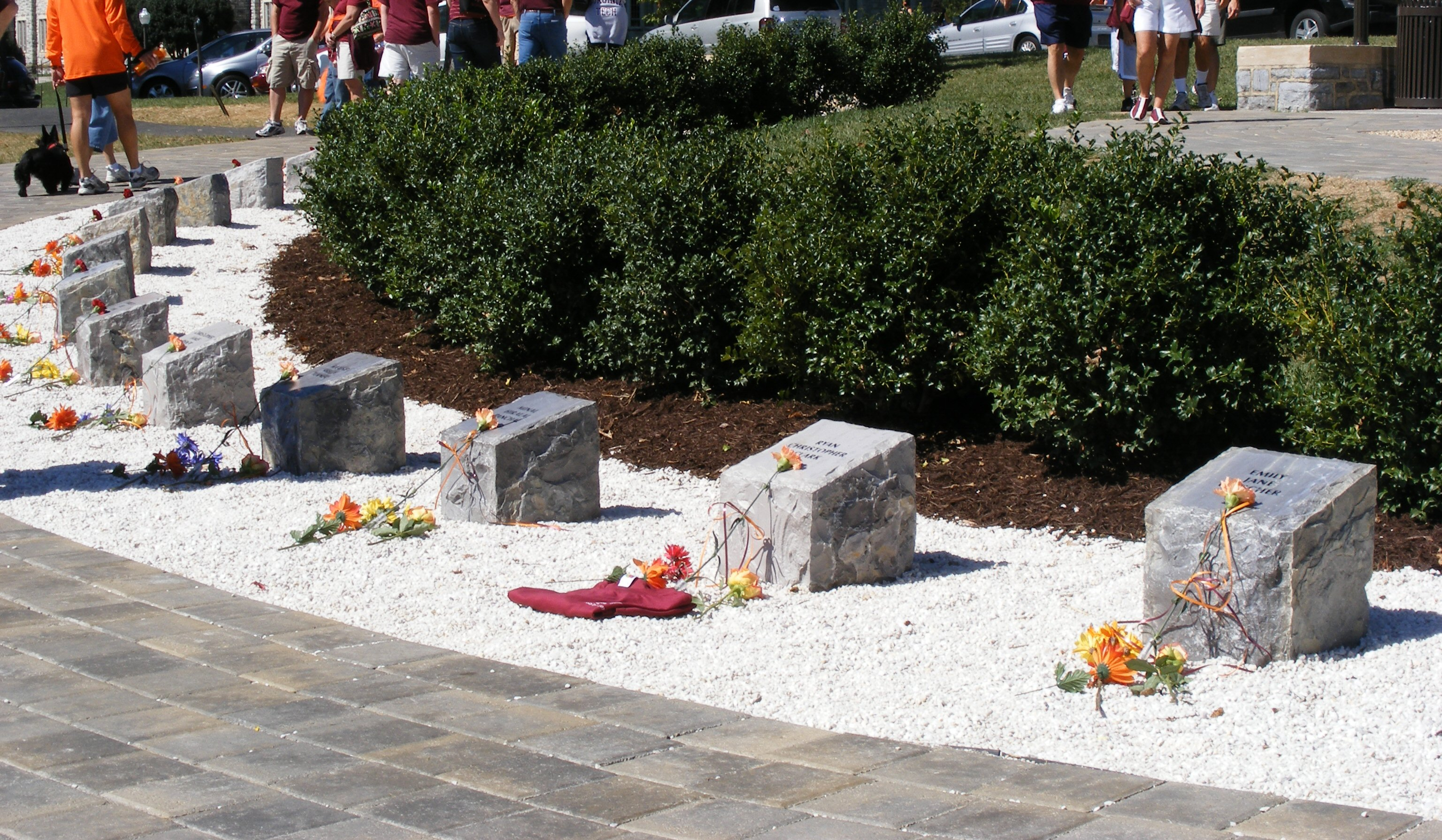
یادبود فاجعه ۱۹ آوریل آمریکا

تیراندازی در مدرسه جرمی است ناشی از خشونت با اسلحه که در یک مرکز آموزشی همچون مدرسه، دبیرستان یا حتی در اتوبوس مدرسه صورت می‌گیرد. در این نوع خشونت، فردی با سلاح گرم به طرف دانش‌آموزان شلیک می‌کند و معمولاً در کشورهایی اتفاق می‌افتد که در آن افراد آزادانه به این نوع سلاح‌ها دسترسی داشته باشند. موارد متعدد تیراندازی در مدارس سبب ایجاد بحث‌های جدی بر سر اینکه «آیا دانش‌آموزان حق آوردن اسلحه به مدرسه را دارند یا خیر» شده است. با وجود آنکه تیراندازی در مدارس ممکن است در هر کجای دنیا صورت پذیرد، اما آمار آن در ایالات متحده آمریکا، کانادا و مکزیک بسیار بالاست.
طبق مطالعات، عوامل تیراندازی در مدرسه شامل دسترسی آسان به سلاح گرم، اختلال در عملکرد خانواده، عدم نظارت خانواده و بیماری روانی در میان بسیاری از مسائل روانی دیگر است. از جمله مهمترین انگیزه های مهاجمان عبارتند از: قلدری / آزار و اذیت / تهدید (۷۵٪) و انتقام (۶۱٪)، در حالی که ۵۴٪ دلایل متعددی را گزارش کردند. انگیزه های باقی مانده شامل تلاش برای حل یک مشکل (۳۴٪)، خودکشی یا افسردگی (۲۷٪)، و جلب توجه (۲۴٪) بود.

## آمریکای شمالی
در این‌جا فهرستی از مشهورترین موارد تیراندازی در مدارس آمریکای شمالی آورده شده است.

### کانادا
در این‌جا فهرستی از مشهورترین موارد تیراندازی در مدارس کانادا آورده شده است.
| حادثه                                        | موقعیت           | روز و ماه  | سال  | تعداد کشته شدگان | شرح واقعه |
| -------------------------------------------- | ---------------- | ---------- | ---- | ---------------- | --- |
| تیراندازی در مدرسه آلتونا                    | مانیتوبا         | ۱۰ اکتبر   | ۱۹۰۲ | ۴                | جی جی توز که معلم این مدرسه نیز بود، پس از روبه‌رو شدن با ۳ تن از کارکنان مدرسه که با آن‌ها مشکل داشت، اسلحه رولور خود را بیرون آورده و به آنان شلیک کرد. وی سپس به درون مدرسه رفته و ۳ تن از دانش‌آموزان دختر را نیز مورد اصابت گلوله قرار داد و سپس خودکشی کرد. در این حادثه ۴ تن جان باختند. |
| تیراندازی در دبیرستان رز شپرد                | ادمونتون، آلبرتا | ۱۶ مارس    | ۱۹۵۹ | ۱                | استن ویلیامسون ۱۹ ساله در یکی از راهروهای شلوغ دبیرستان رز شپرد، اقدام به تیراندازی به وسیله اسلحه کالیبر ۲۲ میلی‌متر نمود که منجر به کشته شدن هاوارد گیتز ۱۶ ساله و زخمی شدن ۵ دختر گردید. پس از آن سه دانش‌آموز ۱۸ ساله وی را به زمین اندختند و تا آمدن پلیس رهایش نکردند. |
| تیراندازی در مدرسه راهنمایی سنتنیال          | برمتون، انتاریو  | ۲۸ می      | ۱۹۷۵ | ۳                | مایکل اسلوبودین ۱۶ ساله پیش از خودکشی اقدام به قتل یک معلم و یک دانش‌آموز و زخمی کردن ۱۳ تن دیگر نمود. وی نخستین قاتل دبیرستانی در کشور کاناداست. |
| تیراندازی در دبیرستان سنت پایس اکس           | اتاوا، انتاریو   | ۲۷ اکتبر   | ۱۹۷۵ | ۲                | رابرت پولین ۱۸ ساله، یکی از دانش‌آموزان دبیرستان پایس، پیش از خودکشی با یک مسلسل به سمت همکلاسی‌هایش تیراندازی نمود که منجر به کشته شدن ۱ تن و زخمی شدن ۵ تن دیگر شد. وی پیش از اقدام به این عمل، دوست خود، کیم رابوت را مورد تجاوز قرار داده و وی را با ضربات چاقو به قتل رسانده بود. کتابی به نام «تجاوز یک ذهن به‌هنجار» در رابطه با این موضوع نوشته شده است. |
| تیراندازی در دبیرستان استارگن کریک           | وینیپگ، مانیتوبا | اکتبر      | ۱۹۷۸ | ۱                | یک دانش آموز ۱۷ ساله به ضرب گلوله دانش‌آموز ۱۶ ساله‌ای را به دلیل مسخره کردن کیس (گروه موسیقی) که یک گروه راک آمریکایی بود، به قتل رساند. وی سپس دستگیر شد اما به دلیل مجنون بودن، به قتل از نوع درجه دو متهم شد. |
| کشتار دبیرستان پلیتکنیک                      | مونترئال، کبک    | ۶ دسامبر   | ۱۹۸۹ | ۱۵               | مارک لوپین ۲۵ ساله که به یک سلاح نیمه اتوماتیک با مجوز و یک چاقوی شکاری مسلح بود، شروع به تیراندازی در مدرسه نمود که منجر به کشته شدن ۱۴ زن و زخمی شدن ۱۴ زن و مرد دیگر شد. وی پس از آن خودکشی کرد. |
| کشتار دانشگاه کنکوردیا                       | مونترئال، کبک    | ۲۴ آگوست   | ۱۹۹۲ | ۴                | دکتر والری فابریکانت ۵۲ ساله که استادیار پیشین دانشگاه کنکوردیا نیز بود، پیش از آن‌که توسط ۲ گروگانش رام شده و تسلیم پلیس گردد، ۴ تن از همکاران پیشین خود را به ضرب گلوله کشت. |
| تیراندازی در دبیرستان دبلیو. آر. مایرز       | آلبرتا           | ۲۸ آوریل   | ۱۹۹۹ | ۱                | تاد کامرون اسمیت ۱۴ ساله پس از وارد شدن به مدرسه اقدام به تیراندازی تصادفی به سمت ۳ تن از دانش‌آموزان نمود که طی آن، دانش‌آموزی به نام جیسون لنگ کشته و دو تن دیگر زخمی شدند. وی سپس دستگیر شد. این حادثه تنها ۸ روز پس از کشتار دبیرستان کلومباین اتفاق افتاد. از همین روی عده‌ای معتقدند که این حادثه نوعی جرم تقلیدی بوده است. |
| تیراندازی در مدرسه راهنمایی برملی            | برمتون، انتاریو  | ۱۰ دسامبر  | ۲۰۰۴ | ۱                | یک مرد مسلح در پارکینگ مدرسه راهنمایی برملی به دفعات به سر آیسگول کندیر، یک دبیر ۴۷ ساله، شلیک کرد. خانم کندیر پس از این حادثه در بیمارستان جان باخت. دلیل وقوع این حادثه دعوای خانوادگی اعلام شد. پلیس محلی پس از این حادثه شوهر خانم کندیر، آقای ارهان ۶۲ ساله را به جرم قتل دستگیر نمود. از آن‌جا که مدرسه در آن روز بلافاصله بسته شد، به هیچ‌یک از دانش‌آموزان آسیبی نرسید. از خانم کندیر به‌عنوان یک «معلم خوب» یاد می‌شود.                                           |
| تیراندازی در کالج داسن                       | مونترئال، کبک    | ۱۳ سپتامبر | ۲۰۰۶ | ۲                | کیمویر گیل ۲۵ ساله در مقابل در وردودی کالج داسن در بلوار دمیسونیو چنیدن دانشجو و بازدیدکننده را به رگبار بست و سپس از راهروی ورودی که به سلف سرویس کالج در طبقه اول ختم می‌شد، وارد شده و چندین قربانی دیگر را مورد اصابت گلوله قرار داد. وی پس از آن‌که توسط پلیس مودر اصابت گلوله در ناحیه بازو قرار گرفت، با اسلحه به سر خود شلیک کرد. دراین حادثه یک تن جان باخت و ۱۹ تن دیگر زخمی شدند که حال ۸ نفر آن‌ها وخیم گزارش شد و ۶ تن دیگر نیز مورد عمل جراحی قرار گرفتند. |
| تیراندازی در مؤسسه آموزشی سی. دبلیو. جفری    | تورنتو، انتاریو  | ۲۳ می      | ۲۰۰۷ | ۱                | دو تبعه کانادایی ۱۷ ساله که به سبب قانون حمایت از جوانان بزهکار کانادا، امکان فاش کردن هویتشان مقدور نیست، در تاریخ ۲۷ می ۲۰۰۷ به قتل از نوع درجه اول یک دختر ۱۵ ساله در مؤسسه آموزشی سی. دبلیو. جفری محکوم شدند. پیش از دستگیری آن‌ها، پلیس از قضات اجازه افشای هویت یکی از آن‌ها را که مسلح بوده و به گمان پلیس خطرناک می‌نموده را خواسته بود. اما پس از آنکه وی دستگیر شد، رسانه‌ها موظف به جلوگیری از افشای هویت وی شدند.                                             |
| تیراندازی در مؤسسه آموزشی تجارت و تکنیک بندل | تورنتو، انتاریو  | ۱۶ سپتامبر | ۲۰۰۸ | ۰                | یک نوجوان ۱۶ ساله در پارکینگ مؤسسه آموزش بندل، پس از یک مجادله طولانی با چندین تن، مورد اصابت گلوله در قفسه سینه قرار گرفت. وی فوراً پس از حادثه در یک کلینیک بستری شد. پلیس تورنتو در تاریخ ۱۷ سپتامبر ۲۰۰۸ اعلام کرد فردی را در این رابطه دستگیر کرده است؛ مارک دیکسیس ۱۸ ساله که به جرم سرقت مسلحانه محکوم شد. |
| تیراندازی در مدرسه سنترال تکنیکال            | تورنتو، انتاریو  | ۳۰ سپتامبر | ۲۰۱۰ | ۰                | پس از نزاع چند دانش‌آموز، صدای شلیک گلوله‌ای از یک اسلحه نیمه‌خودکار شنیده شد. مدرسه تا ساعت ۴:۴۵ دقیقه که پلیس یک نوجوان ۱۷ ساله را به جرم تیراندازی و دیگری به جرم توطئه دستگیر کرد، بسته ماند. در این حادثه کسی آسیب جدی ندید و تنها شقیقه تیرانداز کمی مجروح شد. |
| تیراندازی در مدرسه مونتسوری لس رسینس د ویه   | گتینیو، کبک      | ۵ آوریل    | ۲۰۱۳ | ۲                | یک فرد مسلح، خود و فرد دیگری را در یک مهد کودک کوچک به قتل رساند. در زمان حادثه ۵۳ کودک در دو اتاق مجرا حضور داشتند. کارمندان این مهد کودک در ساعت ۱۰:۲۷ دقیقه با پلیس تماس گرفته اظهار کردند که مردی مزاحمشان می‌شود. زمانی که پلیس به محل رسید، آن مرد و مرد دیگری را مرده یافت. پلیس یکی از آن دو را به نام رابرت چارون سناسایی نمود اما مشخص نشد که تیرانداز که بوده است.                                                                                          |

## آمریکای جنوبی
در این‌جا فهرستی از مشهورترین موارد تیراندازی در مدارس قاره آمریکای جنوبی آورده شده است.
| حادثه                            | موقعیت                     | تاریخ           | تعداد کشته شدگان | شرح واقعه |
| -------------------------------- | -------------------------- | --------------- | ---------------- | --- |
| تیراندازی در مدرسه ایسلاس مالواس | کارمن د پاتاگونس، آرژانتین | ۲۸ سپتامبر ۲۰۰۴ | ۴                | یک دانش‌آموز ۱۵ ساله اقدام به قتل ۴ دانش‌آموز و زخمی کردن ۵ تن دیگر در شهر کوچکی که تنها ۶۲۰ مایل با بوینس آیرس فاصله داشت، نمود.                                  |
| کشتار مدرسه ریلنگو               | ریو دوژانیرو، برزیل        | ۷ آوریل ۲۰۱۱    | ۱۳               | فرد ۲۳ ساله‌ای که قبلاً از دانش‌آموزان این مدرسه بود، به سمت ۱۲ دانش‌آموز تیراندازی کرد و پس از آن‌که توسط یکی از مأمورین پلیس مورد شلیک گلوله قرار گرفت، خودکشی کرد. |

### مکزیک
در این‌جا فهرستی از مشهورترین موارد تیراندازی در مدارس مکزیک آورده شده است.
| حادثه                           | موقعیت       | روز و ماه | سال  | تعداد کشته شدگان | شرح واقعه |
| ------------------------------- | ------------ | --------- | ---- | ---------------- | --- |
| تیراندازی در مدرسه سیوداد خوارز | سیوداد خوارز | ۱۲ ژانویه | ۲۰۱۲ | ۱                | وقتی دانش‌آموزان این مدرسه ابتدایی در حال خروج از مدرسه بودند، مرد ۳۹ ساله‌ای ۹ بار مورد اصابت گلوله قرار گرفت. این ماجرا سبب ایجاد وحشت در میان والدین برخی از دانش‌آموزان شد. قاتل در سال ۲۰۱۲ شناسایی شد. |

## اروپا
در اینجا فهرستی از مشهورترین موارد تیراندازی در مدارس قاره اروپا آورده شده است.
| حادثه                        | موقعیت          | روز و ماه | سال  | تعداد کشته شدگان | شرح واقعه |
| ---------------------------- | --------------- | --------- | ---- | ---------------- | --- |
| تیراندازی در مدرسه برمن      | برمن، آلمان     | ۲۰ ژوئن   | ۱۹۱۳ | 5                | هینز اسکیمت ۲۹ ساله که یک معلم بی‌کار بود، با اسلحه خود به طرف دانش‌آموزان و معلمان دیگر شلیک نمود و تا پیش از متوقف شدن توسط کارکنان مدرسه، ۴ دختر را کشت و ۲۰ تن دیگر را به شدت مجروح کرد. در این حادثه دختری که به سبب هراس از پله‌ها سقوط کرد نیز جان باخت.                                                                                         |
| تیراندازی در مدرسه کونگالو   | کونگالو، سوئد   | ۴ مارس    | ۱۹۶۱ | ۱                | یک دانش‌آموز ۱۷ ساله ۱۵ تیر به سمت جمعیت حاضر در کلاس رقص این مدرسه شلیک کرده و سپس متواری شد. در این حادثه ۱ تن جان باخته و ۶ تن دیگر زخمی شدند. وی روز بعد خود را به پلیس محلی تسلیم کرد. |
| کشتار مدرسه کلن              | کلن، آلمان      | ۱۱ ژوئن   | ۱۹۶۴ | 11               | والتر سیفرت ۴۹ ساله که به تعداد زیادی دانش‌آموز با شعله‌افکن حمله‌ور شده بود، توانست ۸ نفر از آنان را کشته و دو قربانی دیگر خود را که معلم نیز بودند را با یک وسیله نیزه مانند به قتل رساند. وی روز بعد با نوعی سم به نام ای۶۰۵ به زندگی خود پایان داد.                                                                                                 |
| کشتار مدرسه اپ‌اشتاین         | اپ‌اشتاین، آلمان | ۳ ژوئن    | ۱۹۸۳ | ۶                | یک پناهنده ۳۴ ساله اهل چک به نام کارن چاروا در یکی از کلاس‌ها اقدام به تیراندازی نمود که نخست معلم و ۳ دانش‌آموز را کشت و سپس ۱۴ تن دیگر را به شدت مجروح کرد. وی سپس یک معلم دیگر و مأمور پلیسی را که قصد جلوگیری از وی را داشتند به قتل رسانده و خود را نیز کشت. این حادثه سبب شد ۳۰ دانش‌آموز دیگر که شاهد ماجرا بودند، به شدت از نظر روانی شکه شوند. |
| تیراندازی در مدرسه رامان مری | فنلاند          | ۲۴ ژانویه | ۱۹۸۹ | ۲                | یک نوجوان ۱۴ ساله دو دانش‌آموز را به ضرب گلوله کشت. گفته می‌شود که او قبلاً مورد قلدری واقع شده بود. |
| تیراندازی در دانشگاه آرهوس   | آرهوس، دانمارک  | ۵ آوریل   | ۱۹۹۴ | ۳                | فلمینگ نیلسون که یک دانشجوی ۳۵ ساله بود، به وسیله یک تفنگ ساچمه‌ای چندتکه دو تن را کشت و دو تن دیگر را زخمی کرد. وی سپس خودکشی کرد. |

## آسیا
در این‌جا فهرستی از موارد تیراندازی در مدارس قاره آسیا آورده شده است
| حادثه                              | موقعیت                     | تاریخ           | تعداد کشته شدگان | شرح واقعه |
| ---------------------------------- | -------------------------- | --------------- | ---------------- | --- |
| کشتار صنعا                         | صنعا، یمن                  | ۳۰ مارس ۱۹۹۷    | ۸                | در این تیراندازی که محمد احمان النظیری ۴۸ ساله با یک تفنگ شکاری مرتکب آن شد، ۶ دانش‌آموز خردسال و ۲ بزرگ‌سال در دو مدرسه محل حادثه جان باختند. وی که ۵ فرزند خود نیز در همان مدارس مشغول به تحصیل بودند ادعا کرده بود که مسئولان مدرسه به دخترش تجاوز کرده بودند؛ در حالی که هیچ سبب قانع‌کننده‌ای برای این ادعا یافت نشد. نظری به اعدام محکوم شد و حکمش در ۵ آوریل ۱۹۹۷ به اجرا درآمد. |
| تیراندازی در دانشگاه فیلیپین       | کزون سیتی، فیلیپین         | ۱۹ فوریه ۱۹۹۹   | ۱                | فردی از اعضای یکی از انجمن‌های اخوت فردی را با گلوله به قتل رساند که فکر می‌کرد عضو انجمن اخوت رقیب باشد. |
| تیراندازی در مدرسه راهنمایی لانگژو | لانگژو کانتی، چین          | ۱۹ اکتبر ۱۹۹۹   | ۱                | لیانگ یانگ‌چنگ، مأمور حفاظت مدرسه که در بعد از ظهر روز حادثه مشغول می‌گساری بود، داخل خوابگاه مدرسه شده و فریاد زنان تهدید کرده بود که هرکه سعی کند متوقفش کند را خواهد کشت. وی با یک تفنگ شکاری خودکشی کرد اما پیش از آن یک معلم را کشت و به شش دانش‌آموز دیگر هم تیراندازی کرد. |
| Number 34 Middle School            | لانژو، جمهوری خلق چین      | ۲۶ سپتامبر ۲۰۰۲ | ۲                | یانگ ژنگ‌مینگ، راننده مینی‌بوس مدرسه راهنمایی شماره ۳۴ لانژو، یک معلم را کشت و دو دانش‌آموز دیگر را زخمی کرد که یکی از آن‌ها دوست دختر قبلی او بود. در نهایت پلیس پس از ۲ ساعت مذاکره با وی روی سقف مدرسه و پس از اینکه او به خودکشی تهدید کرد، به وی شلیک کرده و او را از پای درآورد.                                                                                                  |
| تیراندازی در مدرسه پک فنگ          | ناخن سی تامارات، تایلند    | ۶ ژوئن ۲۰۰۳     | ۲                | آناتچا بونگوان ۱۷ ساله ۲ تن از همکلاسیانش را به قتل رسانده و ۴ تن دیگر را زخمی نمود تنها به این دلیل که در یک دعوای مشت‌زنی مغلوب آن‌ها شده بود. |
| تیراندازی در دبستان نیوتوشان       | گوانگده کانتی، چین         | ۵ اکتبر ۲۰۰۵    | ۰                | در این حادیه لیو شیبینگ توسط یک اسلحه خانگی ۱۸ تن شامل ۱۶ کودک و ۲ بزرگ‌سال را در این دبستان مجروح نمود. |
| تیراندازی در دانشگاه عربی بیروت    | بیروت، لبنان               | ۲۵ ژانویه ۲۰۰۷  | ۴                | در یک درگیری شدید بین دانش‌جویان موافق و مخالف دولت در دانشگاه بیروت ۴ تن کشته و ۲۰۰ تن دیگر زخمی شدند. اپوزیسیون لبنان دولت را آغازگر این نزاع می‌داند. ۲ تن از ۴ کشته این حادثه عضو حزب‌الله لبنان بوده‌اند. |
| تیراندازی در مدرسه میان‌کشوری یورو  | گورگان، هند                | ۲۱ دسامبر ۲۰۰۷  | ۱                | در این تیراندازی که در مدرسه خصوصی یورو اتفاق افتاد، دو دانش‌آموز به نام‌های آکاشا یاداو ۱۴ ساله و ویکاس یاداو ۱۳ ساله به یک دانش‌آموز ۱۴ ساله تیراندازی کرده و وی را به قتل رساندند. |
| تیراندازی در مدرسه ژوئن            | ژوئن کانتی، گوانگ‌دونگ، چین | ۲۷ اکتبر ۲۰۰۱   | ۱                | در این حادثه یک دانش‌آموز ۱۶ ساله در مقابل در ورودی مدرسه مورد اصابت گلوله قرار گرفت و جان سپرد. |
|                                    |                            |                 |                  | |

## اقیانوسیه
در این‌جا فهرستی از موارد تیراندازی در مدارس قاره اقیانوسیه آورده شده است.
| حادثه                         | موقعیت                 | تاریخ         | تعداد کشته شدگان | شرح واقعه |  |
| ----------------------------- | ---------------------- | ------------- | ---------------- | --- |  |
| تیراندازی در مدرسه وایکینو    | زلاند نو               | ۱۹ اکتبر ۱۹۲۳ | ۲                | جان هیگینز ۲ کودک را کشت و ۹ تن دیگر را زخمی نمود. این اولین و آخرین مورد تیراندازی در مدارس کشور زلاند نو گزارش شده است. |  |
| تیراندازی در دبیرستان اورارا  | خلیج کافس، استرالیا    | ۱۹ ژوئن ۱۹۹۱  | ۰                | دانش‌آموزی که به همراه خود یک اسلحه شکاری به مدرسه آورده بود، یک معلم و دو دانش‌آموز را به ضرب گلوله مجروح کرد. پس از آن دانش‌آموزان دیگر به وی حمله کرده و او را به زمین انداختند. این اولین مورد تیراندازی در مدارس استرالیا گزارش شده است. |  |
| تیراندازی در دانشگاه لاپروب   | ملبورن، استرالیا       | ۳ اوت ۱۹۹۹    | ۱                | یک دانشجو در بوفه دانشگاه که کارمند آن‌جا نیز بود، اقدام به تیراندازی نمود که موجب کشته شدن مدیر آن‌جا شد. چند تن نیز زخمی شدند. |  |
| تیراندازی در دانشگاه مناش     | ملبورن، استرالیا       | ۲۱ اکتبر ۲۰۰۲ | ۲                | یکی از دانشجویان این دانشگاه با اسلحه به طرف استاد و همکلاسیانش شلیک نمود که در آن حادثه ۲ تن جان باخته و ۵ تن دیگر زخمی شدند. . |  |
| تیراندازی در دبیرستان توماریl | سالاماندر بی، استرالیا | ۳ آوریل ۲۰۰۳  | ۰                | فرد تیراندازی پیش از تیراندازی که سبب مجروح کردن ۲ تن شد، اقدام به انداختن بمب‌های کوچک نفتی نمود. |  |
| تیراندازی در دبیرستان مادبری  | آدلاید، استرالیا       | ۷ می ۲۰۱۲     | ۰                | دانش‌آموزی که به همراه خود یک رولور به دبیرستان آورده بود، شروع به تیراندازی نمود اما کسی در این حادثه آسیبی ندید. |  |

## آفریقا
در ای‌نجا فهرستی از تیراندازی در مدارس قاره آفریقا آورده شده است.
| حادثه                        | موقعیت          | تاریخ         | تعداد کشته شدگان | شرح واقعه                                                    |
| ---------------------------- | --------------- | ------------- | ---------------- | ------------------------------------------------------------ |
| تیراندازی در مدرسه مایدوگاری | مایدوگاری، نیجر | ۱۸ ژوئن، ۲۰۱۳ | ۹                | نظامیان نیجری ۹ کودک مدرسه‌ای را در مایدوگاری به قتل رساندند. |
| تیراندازی در مدرسه یوب استیت | مامودو، نیجر    | ۶ ژوئیه، ۲۰۱۳ | ۴۲               |                                                              |

### پتوی ضدگلوله
در ژوئن ۲۰۱۴ (خرداد ۱۳۹۳) در مدارس آمریکا پتوی ضد گلوله توزیع شد. این پتو که «بادی گارد» (محافظ) نام داشت، توسط شرکت ProTecht ساخته شد. این پتو یک پد ضدگلوله برای حفاظت از دانش‌آموزان در مدارس در جریان حوادثی مانند تیرباران یا توفان است. این پتوی مستطیل شکل با ۵/۱۶ اینچ ضخامت، دارای بندهایی مانند کوله‌پشتی است که به کاربر امکان می‌دهد آن را بپوشد و روی زمین پناه بگیرد. ماده جدید به‌کار رفته در بادی‌گارد همچنین در برابر میخ، خرده‌فلز و دیگر اجسام تیز مقاوم است. آزمایش این پتو در مراکز پلیس نشان داد این محافظ می‌تواند در برابر گلوله‌های ۹ میلی‌متری و کالیبر ۲۲ مقاومت کند.
جنس پتو از پلاستیک بسیار چگال است که برای زره بالستیک استفاده می‌شود و سبک‌تر از کِولار است.